# Audi AI:TRAIL quattro
Audi AI:TRAIL quattro, es un prototipo de automóvil todoterreno eléctrico presentado por Audi en el Salón del Automóvil de Fráncfort de 2019. Entre sus características se cuentan propulsión sin emisiones proveídas por cuatro motores eléctricos independientes alimentados por baterías de iones de litio que proveen una autonomía de 500 km en carretera. La independencia de los motores le da una tracción total.
Mide 4,15 m de largo con 2,15 de ancho con una distancia al suelo de 34 cm. Tiene neumáticos de 33,5 pulgadas con ruedas de 22 pulgadas.
Cuenta con una cabina panorámica y no tiene tableros ni luces.